# Curt Backeberg
Curt Backeberg (* 2. August 1894 in Lüneburg; † 14. Januar 1966 in Hamburg) war ein deutscher Pflanzensammler und Kakteenforscher sowie der Autor einiger Standardwerke über Kakteen. Sein offizielles botanisches Autorenkürzel lautet „Backeb.“.

## Leben und Wirken
Curt Backeberg war Schüler am Johanneum in Lüneburg und absolvierte danach eine Kaufmannslehre. Während des Ersten Weltkriegs war er als Soldat in der Ukraine, vor Verdun und in Ostpreußen eingesetzt. Nach dem Krieg heiratete er 1919 Emma Marks, die ebenfalls aus Lüneburg stammte. Backeberg arbeitete zunächst bei verschiedenen Handelsunternehmen in Hamburg, 1925 machte er sich mit einer Exportfirma selbständig. Im Jahre 1927 lernte er im Hamburger Hafen zufällig den tschechischen Pflanzenjäger Alberto Vojtěch Frič kennen. Fričs Erzählungen weckten seine Abenteuerlust; er entschloss sich, selbst Kakteen zu importieren.
Zwischen 1928 und 1938 unternahm Backeberg sieben ausgedehnte Sammelreisen durch Mexiko, Mittel- und Südamerika. Backeberg reiste zum Teil auf eigene Rechnung, um seinen Versandhandel für seltene Kakteen mit Material zu versorgen. Meist war er jedoch im Auftrag reicher amerikanischer Privatsammler oder für die Erfurter Firma Kakteen-Haage unterwegs. Die letzte Sammelreise unternahm er 1938 im Auftrag der Stadt Hamburg, um in Mexiko „Riesenkakteen“ für eine Ausstellung in Planten un Blomen zu sammeln. Über diese Reisen schrieb er einige populäre Reiseberichte (Kakteenjagd zwischen Texas und Patagonien (1930); Stachlige Wildnis (1942)).
Backeberg drehte auf seinen Reisen Schmalfilme, aus denen er später Dokumentationen zusammenstellte. Diese handelten meist von der „Jagd“ auf Kakteen, aber auch von anderen Themen wie Die Tierwelt des Humboldtstroms oder Das Leben unserer Auslands- und Volksdeutschen am Pazifik. Als mit Beginn des Zweiten Weltkriegs weitere Sammelreisen unmöglich wurden, war er als „Filmvortragsreisender“ für die NS-Organisation Kraft durch Freude unterwegs, unter anderem zur Truppenbetreuung im besetzten Frankreich.
Von 1951 bis 1955 war er als wissenschaftlicher Mitarbeiter des Sukkulentengartens Les Cèdres bei Saint-Jean-Cap-Ferrat angestellt. Hier begann er mit der Arbeit an einer vollständigen Darstellung der Kakteengewächse. Sie wurde in sechs Bänden zwischen 1958 und 1962 unter dem Titel Die Cactaceae: Handbuch der Kakteenkunde veröffentlicht.
In Das Kakteenlexikon (Gustav Fischer Verlag, 1966) fasste er seine Gliederung der Kakteen noch einmal zusammen. Dieses Werk wurde nach Backebergs Tod von Walther Haage fortgeführt und bis 1979 insgesamt fünfmal aufgelegt. Das Kakteenlexikon und Die Cactaceae sollten für fast vierzig Jahre die einzigen Bücher bleiben, in denen sämtliche (damals bekannten) Kakteen beschrieben wurden.
Backeberg war als Botaniker ein Autodidakt, nicht nur deshalb war seine Aufteilung der Familie der Kakteengewächse in 233 Klein-Gattungen heftig umstritten. Er stellte eine Vielzahl neuer Arten auf, was ihm den Vorwurf einbrachte, dies geschehe aus Eitelkeit oder Geschäftssinn. Dabei setzte er sich häufig über die Regeln des Internationalen Codes der Botanischen Nomenklatur hinweg. Teilweise weigerte er sich, die neuen Arten durch Herbarmaterial zu belegen. Einige der von ihm aufgestellten Arten und Gattungen werden daher heute in der wissenschaftlichen Literatur nicht mehr verwendet. In den Samen- und Pflanzenlisten der Händler trifft man sie noch häufiger an.
Curt Backeberg starb an einem Herzanfall. In seinem Nachlass fand man zahlreiche Kurzgeschichten, mehrere Romane, ein Hörspiel und Gedichte. Zum Großteil blieben sie unveröffentlicht. Der Nachlass wird heute von der Sukkulenten-Sammlung Zürich verwaltet.

## Ehrungen
Helia Bravo Hollis benannte die Kakteengattung Backebergia nach ihm.